# 希皮奥内·德尔·费罗
希皮奥内·德尔·费罗（義大利語：Scipione del Ferro，1465年2月6日—1526年11月5日）是一名意大利数学家，1496年至1526年任博洛尼亚大学代数学和几何学教授，他第一个发现了一元三次方程的解法。

## 生平
费罗出生在意大利北部的博洛尼亚。当时約翰尼斯·古騰堡刚在15世纪50年代獨立发明活字印刷术，这使得各类著作能够通过书本得到流传，由于费罗的父亲在纸业工作，费罗在年轻的时候就能够接触到各种各样的作品。
费罗毕业于博洛尼亚大学，从1496年开始直到他去世，费罗都在博洛尼亚大学教授代数学和几何学。

## 费罗与一元三次方程
意大利数学家卢卡·帕西奥利于1494年在威尼斯发表了文艺复兴时期最伟大的数学著作《Summa de arithmetica, geometrica, proportioni et proportionalita》，他在书中记录了对一元三次方程解法的艰辛探索，并下结论认为在当时的数学，求解一元三次方程是根本不可能的。
帕西奥利曾于1501年至1502年间来到博洛尼亚大学任教，期间与同在博洛尼亚大学的费罗讨论过许多数学问题，人们并不知晓他们是否也曾讨论过一元三次方程问题，但是在帕西奥利离开博洛尼亚后不久，费罗就至少解决了一元三次方程在一种情况下（{\displaystyle x^{3}+mx=n}）的解，这在求解一元三次方程的道路上是一个突破性的成功。然而费罗并没有马上发表自己的成果，而是对解法保密，这很大程度上是因为他拒绝公开交流他的思想，他更愿意与他的朋友和学生交流，而不是将它们写下来出版，因此费罗的手稿并没有流传至今。尽管如此，他曾有过一本笔记簿，记录了他所有的重要发现，其中包括一元三次方程的解法。在他1526年去世后，这本笔记簿由他的女婿Hannival Nave继承了，Nave也是一个数学家，他替代费罗继续在博洛尼亚大学授课。同时被传授这一解法的还有费罗的学生安东尼奥·马里亚·菲奥尔（Antonio Maria Fiore）。
一元三次方程解法的进展在费罗去世后充满了戏剧性，先是菲奥尔在得到秘传后吹嘘自己能够解所有的一元三次方程，其实他只会费罗传授他的 {\displaystyle x^{3}+mx=n}，而另一位意大利数学家尼科洛·塔尔塔利亚在1534年宣称自己发现了形如 {\displaystyle x^{3}+mx^{2}=n} 的方程的解，两人相约在米兰进行公开比赛。1535年就在比赛前夕，塔塔利亚苦思冥想出来其他多种形式的一元三次方程解，从而轻而易举地赢得了比赛，并在1541年终于完全解决了一元三次方程的求解问题。与费罗相同的是，塔塔利亚同样选择保守解法的秘密。
同样研究一元三次方程的意大利医生、哲学家和数学家吉罗拉莫·卡尔达诺在允诺不公开的条件下，1539年从塔尔塔利亚那里得到了他的解法，在其基础上也发现了所有一元三次方程的解法。而在1543年，卡尔达诺和他的学生卢多维科·费拉里曾前往博洛尼亚，从费罗的女婿Nave处得知，其实费罗早于塔塔利亚已经发现了一元三次方程的解法，他便摒弃了给塔塔利亚的承诺，将他拓展的解法在1545年的著作《大术》（又译《数学大典》，Ars Magns）中发表，他在书中称，是费罗第一个发现了一元三次方程的解法，而他所给出的解法其实就是费罗的解法。由于卡尔达诺最早发表了求解一元三次方程的方法，因而该解法至今仍被称为“卡尔达诺公式”。在《大术》中同时发表的还有费拉里的一元四次方程一般解法。

## 费罗的一元三次方程解法
一元三次方程形如
{\displaystyle x^{3}+ax^{2}+bx+c=0\,}
与费罗同时代的数学家们已经知道，一元三次方程可以用代入法（如y = x + a/3）消去二次项后，简化成四种形式：
{\displaystyle x^{3}+mx=n\,}
{\displaystyle x^{3}=mx+n\,}
{\displaystyle x^{3}+n=mx\,}
{\displaystyle x^{3}+mx+n=0\,}
其中系数m和n都为正数。费罗得出的是其中第一种形式的解法：
| {\displaystyle x^{3}+m*x-n=0\,}                                                         | {\displaystyle x^{3}+6x-20=0\,}                                    |
| {\displaystyle D={\Big (}{\frac {m}{3}}{\Big )}^{3}+{\Big (}{\frac {n}{2}}{\Big )}^{2}} | {\displaystyle D={\big (}2{\big )}^{3}+{\big (}10{\big )}^{2}=108} |
| {\displaystyle {\text{ 在 }}D>0{\text{ 的情况下可解}}}                                  |                                                                    |
| {\displaystyle v={\sqrt[{3}]{{\frac {n}{2}}+{\sqrt {D}}}}}                              | {\displaystyle v={\sqrt[{3}]{10+{\sqrt {108}}}}=2.732051}          |
| {\displaystyle u={\sqrt[{3}]{{\frac {n}{2}}-{\sqrt {D}}}}}                              | {\displaystyle u={\sqrt[{3}]{10-{\sqrt {108}}}}=-0.732051}         |
| {\displaystyle {\text{ 则得到解 }}x=u+v}                                                | {\displaystyle \quad x=2.732051-0.732051=2}                        |
| {\displaystyle {\text{将解代入方程：}}}                                                 | {\displaystyle \quad 2^{3}+6*2-20=0}                               |

费罗公式只给出了一元三次方程的部分解，卡尔达诺公式给出了完全解。

## 其他成就
除了一元三次方程的求解外，费罗还对分数的有理化做出了重要的贡献，他将分母从两个平方根之和扩展到了三个三次方根之和。